# Присенщино
Присенщино (бел. Прысеншчына) — упразднённый посёлок в Широковском сельсовете Буда-Кошелёвского района Гомельской области Белоруссии.
В связи с радиационным загрязнением после Чернобыльской катастрофы жители (16 семей) переселены в чистые места.
На востоке граничит с лесом.

## География

### Расположение
В 20 км на восток от районного центра и железнодорожной станции Буда-Кошелёвская (на линии Жлобин — Гомель), 32 км от Гомеля.

### Гидрография
На севере и западе мелиоративные каналы.

## Транспортная сеть
Транспортные связи по просёлочной дороге, затем на шоссе Довск — Гомель. Планировка состоит из короткой прямолинейной широтной улицы, застроенной неплотно деревянными домами усадебного типа.

## История
Основан в начале XX века переселенцами с соседних деревень. В 1926 году в Чечерском районе Гомельского округа. В 1929 году жители посёлка вступили в колхоз. В 1959 году в составе совхоза «Коминтерн» (центр — деревня Широкое).

## Население

### Численность
- 2010 год — жителей нет.

### Динамика
- 1926 год — 17 дворов 110 жителей.
- 1959 год — 96 жителей (согласно переписи).
- 1990-е — жители (16 семей) переселены.